# Min-Fan-Zhun (meteoryt)
Min-Fan-Zhun (inne nazwy: Jukao, Kiangsu Rukao, Rugao, Rukao) – meteoryt kamienny należący do amfoterytów LL 6, spadły 1 kwietnia 1952 roku w chińskiej prowincji Jiangsu. Meteoryt spadł około godziny 20.00 miejscowego czasu, a z miejsca upadku pozyskano 5,5 kg materii meteorytowej.